# 葭葉ルミ
葭葉 ルミ（よしば るみ、1993年3月12日 - ）は、東京都出身の女子プロゴルファー。所属は富士住建。

## 経歴
10歳の頃ゴルフを始めた。
高校生の時、北谷津ゴルフガーデンで練習していた頃 小学生の稲見萌寧が居た。
2012年、プロテストに合格。同期に渡邉彩香、比嘉真美子などがいる。2011年にプロテスト不合格となっているため、高校卒業後プロ入りした同学年の仲のよいプロゴルファー仲間に香妻琴乃、青木瀬令奈などがいる。
2013年、「ルートインカップ 上田丸子グランヴィリオレディース」（ステップ・アップ・ツアー）でプロ初優勝、この年の年間獲得賞金ランキング第120位。
2014年、ニチレイレディスで2位タイに入るなど、4戦でトップ10入り。獲得賞金を大幅に上げ、年間獲得賞金ランキング第40位、初のシード権を得た。
2015年、海外メジャーの全米女子オープンに挑戦し、14位と健闘。国内ツアーでは樋口久子Pontaレディスで3位など、5戦でトップ10入り。年間獲得賞金ランキング第41位で、2年連続シード権を獲得。
2016年、7月のニッポンハムレディスクラシックにて、プロ5年目にして念願のツアー初優勝を果たした。最終戦のLPGAツアーチャンピオンシップリコーカップでも4位タイに入り、賞金ランキング26位、3年連続シード権獲得。
2017年、賞金ランキング38位、4年連続シード権獲得。メルセデス・ランキング31位。従来から人気ゴルファーであったが、知名度を決定づけたのが2017年平均飛距離ランキングで1位を獲得したこと（ドライビングディスタンス260.76ヤード）。飛距離は日本選手トップのみならず、世界の強豪が集まる全米女子オープンにおいても4日間平均256.59ヤードを記録し、全選手1位を獲得した。この飛距離アップの原動力になったのは、彼女がプロテストに落ちて1年間アルバイトをしていた地クラブメーカー 「ニューアート・クレイジー」（東京都中央区）が販売する「CRAZY」ブランドのオリジナルヘッド・CRZ-435である。元々は別メーカーの契約選手であったが、契約フリーになって選択したのがCRAZYである。
2018年、3度目の出場となる「全米女子オープン」でも決勝ラウンドに進み（日本人では畑岡奈紗と葭葉ルミのみ）、40位タイ。賞金ランキング36位、5年連続シード権獲得。ドライビングディスタンスは258.29ヤードと、2018年も1位を獲得した。
2021年11月7日、瀬田ゴルフコースで開催されたTOTOジャパンクラシックにて、最終日15番ホール(パー3)で人生初のホールインワンを決めた。

## 人物
指原莉乃似の美女ゴルファーと紹介されることが多い。

## 出演番組
- 葭葉ルミと森末慎二の らく・ごる（2018年4月 - 、テレビ長崎）